# 乳過敏
乳過敏指免疫系統對於奶中的蛋白質產生過敏反應，主要症狀是胃腸道、皮膚和呼吸的過敏反應。
乳過敏屬於食物過敏，但乳糖不耐症是缺乏需要消化奶中的乳糖的酶。目前唯一的防備方法是完全避免牛奶。對嬰兒而言，建議改採母乳替代配方；對兒童和成年人而言，米漿、豆奶、燕麥牛奶和杏仁奶有時也用作母乳代用品。